# Битка код Солуна (380)
Битка код Солуна вођена је 380. године између војске Римског царства под Теодосијем I са једне и готске војске Фритигерна са друге стране. Део је Готског рата (377—382), а завршена је победом Гота.

## Увод
Готски рат 377—382. изазван је хунским проласком кроз Врата народа 375. године. Хуни ће изазвати Велику сеобу народа. Готи на лето и у јесен следеће године стижу на дунавску границу Римског царства где од цара Валенса I траже дозволу да се населе на римској територији. Валенс им је дозволио да се населе у Мезији обећавајући им земљу, храну и заштиту у замену за њихову борбу против Хуна и обезбеђивање римских граница. Међутим, Валенс своја обећања није одржао. Готски рат започео је 377. године када Римљани нису дозволили Готима да уђу у Маркијанопољ где им је Валенс обећао да ће наћи храну.

## Битка
Битка код Солуна вођена је две године након великог римског пораза у бици код Хадријанопоља у којој је погинуо и сам Валенс. Римска војска под командом Теодосија I доживела је још један велики пораз. Теодосије је приморан да се повуче у Солун и препусти даље ратовање своме савладару, западноримском цару Грацијану. Тиме је завршен Готски рат.